# Медефиндт, Гизела
Гизела Медефиндт (нем. Gisela Medefindt; род. 16 марта 1957, Бург, Магдебург), в замужестве Бодис (нем. Bodis) — немецкая гребчиха, выступавшая за сборную ГДР по академической гребле в 1970-х годах. Чемпионка летних Олимпийских игр в Москве, обладательница бронзовой медали чемпионата мира, победительница и призёрка многих регат национального значения.

## Биография
Гизела Медефиндт родилась 16 марта 1957 года в городе Бург, ГДР. Проходила подготовку в Берлине в столичном спортивном клубе «Берлин-Грюнау».
Первого серьёзного успеха в гребле на взрослом международном уровне добилась в сезоне 1974 года, когда вошла в основной состав восточногерманской национальной сборной и побывала на чемпионате мира в Люцерне, откуда привезла награду бронзового достоинства, выигранную в парных двойках совместно с Ритой Шмидт — в решающем финальном заезде их обошли только экипажи из Советского Союза и Западной Германии.
В последующие годы Медефиндт неоднократно становилась чемпионкой и призёркой национальных первенств ГДР в различных гребных дисциплинах, в том числе в 1976 году выиграла чемпионат страны в программе одиночек. В 1978 году была в той же дисциплине второй.
Благодаря череде удачных выступлений удостоилась права защищать честь страны на летних Олимпийских играх 1980 года в Москве. Стартовала в составе команды, куда также вошли гребчихи Сибилла Райнхардт, Ютта Плох, Росвита Цобельт и рулевая Лиане Бур, заняла на предварительном этапе третье место. Из-за полученной травмы вынуждена была отказаться от участия в дальнейших заездах, и её заменили Юттой Лау. Впоследствии немки одержали победу в финале и завоевали золотые олимпийские медали. Будучи участницей предварительного заезда победившей команды, в соответствии ныне действующим регламентом Гизела Медефиндт считается олимпийской чемпионкой, в частности её чемпионское звание подтверждает официальный сайт Международного олимпийского комитета, однако в то время она не получила золотую олимпийскую медаль.